# Jens Beeck

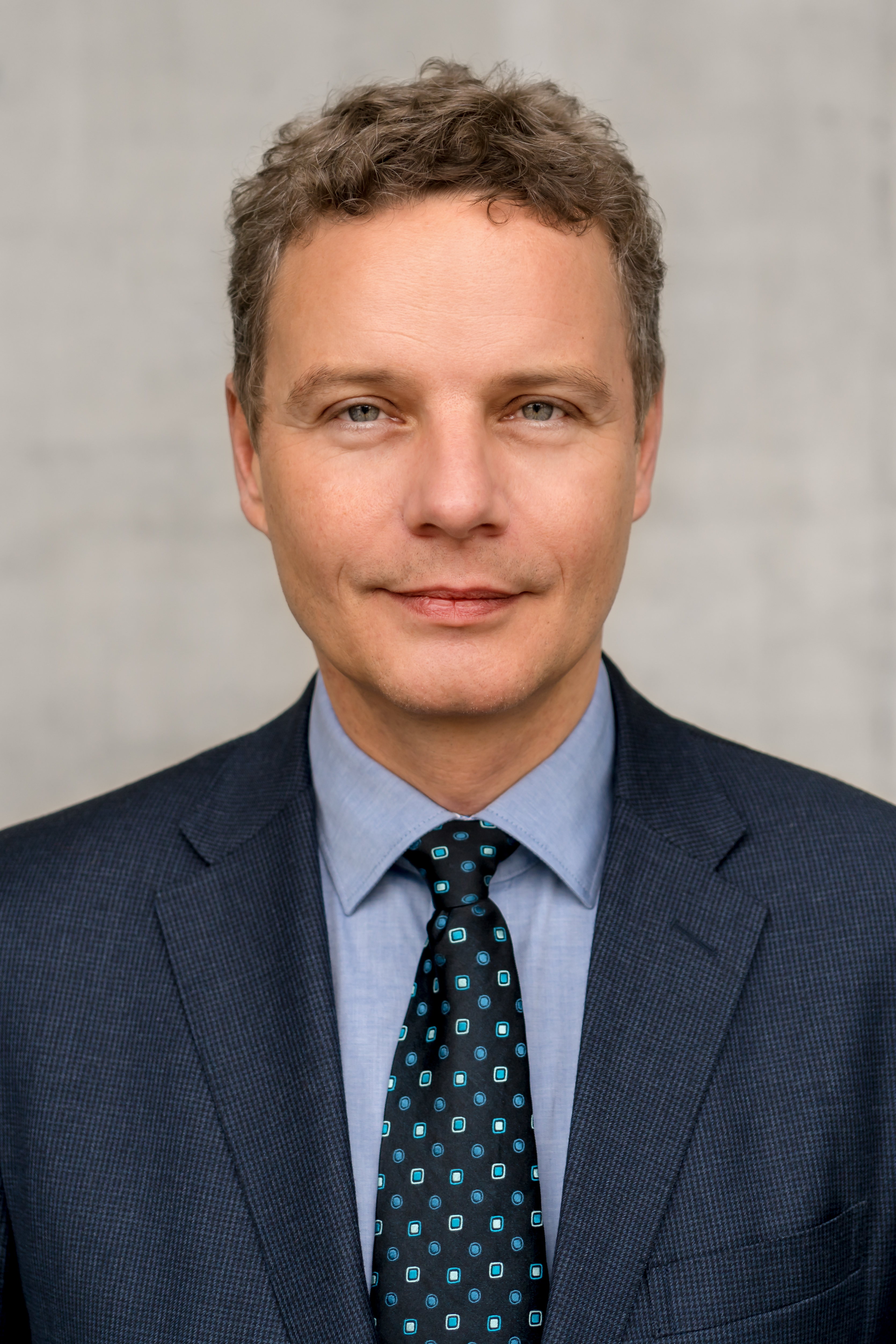
Jens Beeck MdB (2017)

Jens Beeck (* 19. September 1969 in Münster) ist ein deutscher Politiker (FDP) aus Lingen (Ems). Von 2017 bis 2025 war er Mitglied des Deutschen Bundestages.

## Ausbildung und Beruf
Seine Schulausbildung schloss Beeck 1988 mit dem Abitur ab. Anschließend arbeitete er 18 Monate lang im Gastronomiebetrieb im Schwarzwald, ehe er sein Studium der Rechtswissenschaften aufnahm. Sein erstes juristisches Staatsexamen legte Beeck 1996 ab. Anschließend war Beeck als Verwaltungsangestellter im Arbeitsamt Nordhorn tätig und absolvierte seinen Grundwehrdienst. Nach seinem Referendariat schloss er sein zweites juristisches Staatsexamen im Jahr 2000 ab.
Seit 2001 ist Beeck als selbständiger Rechtsanwalt mit einer eigenen Kanzlei in Lingen (Ems) tätig. Schwerpunktmäßig betreut er seither Mandate im Strafrecht sowie Familien-, Sozial- und Betreuungsrecht. Zudem war er zwischen 2000 und 2009 geschäftsführender Gesellschafter und Mitbegründer einer Internetagentur und leitete von 2000 bis 2010 nebenberuflich das Wahlkreisbüro des Bundestagsabgeordneten Carl-Ludwig Thiele (FDP).

## Politische Laufbahn
Jens Beeck ist seit 1987 Mitglied der Freien Demokraten und seit 1991 Mitglied im Stadtrat Lingen (Ems) und bis 2021 Fraktionsvorsitzender. Seit November 2021 ist Beeck Beigeordneter der Stadt Lingen (Ems) und Vorsitzender des Ausschusses für Soziales, Familie, Integration und Inklusion. Von 1992 bis 2017 war Beeck Ortsvorsitzender der FDP Lingen, zwischen 2006 und 2011 war er FDP-Fraktionsvorsitzender im Kreistag des Landkreises Emsland.
Seit 2012 ist Beeck Vorsitzender des FDP Bezirksverbands Osnabrück. Zudem gehört er seit 1995 der VLK (Vereinigung Liberaler Kommunalpolitiker) in Niedersachsen an, deren Vorsitz er seit 2014 innehat. Seit 2014 ist Beeck Mitglied im geschäftsführenden Landesvorstand der FDP Niedersachsen.
Zu Beecks politischen Interessenschwerpunkten gehören Gesellschaft und Ehrenamt, Bürgerrechte und Soziales, sowie Justiz und Inneres.

## Parlamentarische Tätigkeit

### Erste Legislaturperiode (2017–2021)

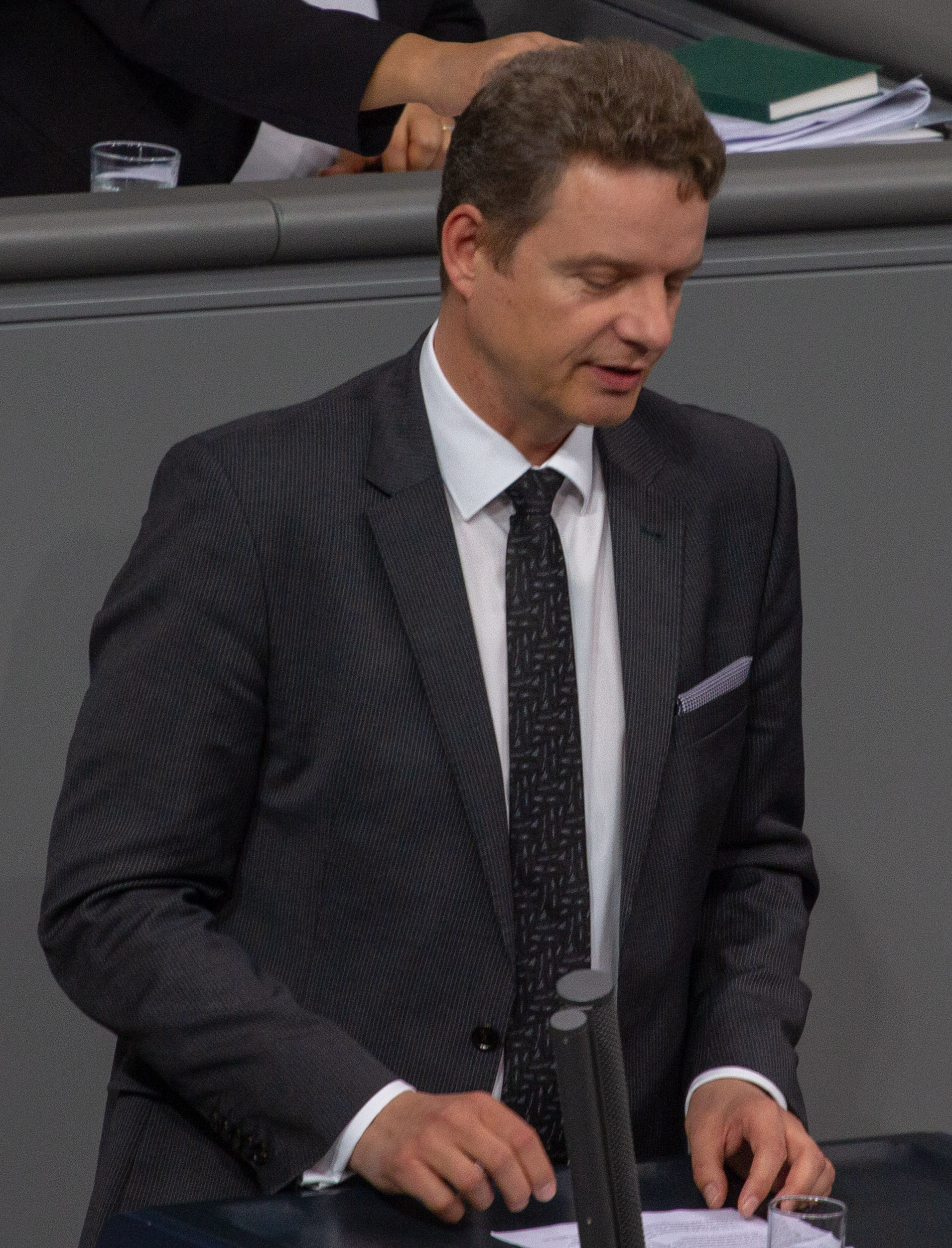
Jens Beeck im Bundestag, 2019

Bei der Bundestagswahl am 24. September 2017 wurde Beeck über Platz 2 der Landesliste der FDP Niedersachsen zum Mitglied des 19. Deutschen Bundestages gewählt.
Im 19. Deutschen Bundestag war Beeck Mitglied im Ausschuss für Arbeit und Soziales, Mitglied im Ausschuss für Wirtschaftliche Zusammenarbeit und Entwicklung, stellvertretendes Mitglied im Innenausschuss sowie stellvertretender Vorsitzender der Deutsch-Mittelamerikanischen Parlamentariergruppe.
Innerhalb der Fraktion der Freien Demokraten im Deutschen Bundestag ist Beeck teilhabepolitischer Sprecher und somit für die Belange von Menschen mit Behinderungen zuständig. In dieser Funktion setzt sich Beeck gemeinsam mit den Freien Demokraten für die Stärkung der Teilhabe von Menschen mit Behinderungen im Sinne von Artikel 3 Absatz 3 Satz 2 Grundgesetz und der UN-Behindertenrechtskonvention ein. So legte die FDP-Fraktion unter seiner Ägide ein Konzept zur Teilhabe und Inklusion vor, das unter anderem den Abbau baulicher Barrieren, die Umsetzung barrierefreier Mobilität und die Verbesserung des Zugangs zum Arbeitsmarkt zum Ziel hat. Zudem setzen sich Beeck und die Freien Demokraten für einen digitalen Teilhabeausweis und ein Assistenzhundegesetz ein. Durch letzteres sollen Assistenzhunde als Teilhabeleistung im SGB IX anerkannt und für Menschen mit Epilepsie, Diabetes, Posttraumatischer Belastungsstörung zugänglich gemacht werden. Auch außerhalb des Deutschen Bundestages setzt sich Beeck dabei intensiv für Assistenztiere ein, beispielsweise als Schirmherr der Allianz für Assistenzhunde – Pfotenpiloten.
Zu Beecks Arbeitsschwerpunkten im Ausschuss für wirtschaftliche Zusammenarbeit und Entwicklung gehörten regional Nord-, Mittel und Südamerika sowie weltweit Fragen der globalen Gesundheitspolitik. In diesem Zusammenhang hat sich Beeck gemeinsam mit seiner Fraktion insbesondere in der Corona-Krise wiederholt für mehr Engagement in der globalen Gesundheit und eine Stärkung der WHO eingesetzt.
Im März 2020 waren Beeck und sein Fraktionskollege Matthias Seestern-Pauly die einzigen Abgeordneten der FDP-Fraktion, die einen Antrag der Fraktion Bündnis 90/Die Grünen für ein humanitäres Aufnahmeprogramm für besonders schutzbedürftige Asylsuchende aus Griechenland nicht ablehnten.

### Zweite Legislaturperiode (2021–)
Bei der Wahl zum 20. Deutschen Bundestag am 26. September 2021 wurde Beeck, über Platz 2 der Landesliste der FDP Niedersachsen, erneut in den Deutschen Bundestag gewählt. Er kandidierte außerdem direkt im Bundestagswahlkreis Mittelems und erreichte dort den vierten Platz mit 9,7 % der Erststimmen. Damit verpasste er das Direktmandat. Die FDP holte im Wahlkreis Mittelems insgesamt 11,7 % der Zweitstimmen und damit 1,2 Prozentpunkte mehr als im niedersächsischen Landesdurchschnitt.
Im 20. Deutschen Bundestag vertritt Beeck seine Fraktion erneut im Ausschuss für Arbeit und Soziales, er ist zudem Obmann im Ausschuss für Arbeit und Soziales. Beeck ist außerdem Mitglied im Auswärtigen Ausschuss, zuständig für Lateinamerika. Erneut wurde er in den Vorstand der deutsch-mittelamerikanischen Parlamentariergruppe gewählt. Beeck wurde darüber hinaus erneut von seiner Fraktion zum teilhabepolitischen Sprecher ernannt.
Bei der Abstimmung zum Triage-Gesetz im November 2022 stimmte Beeck gegen die Regierungsvorlage.
Anfang Mai 2023 initiierte Jens Beeck gemeinsam mit dem CDU-Bundestagsabgeordneten Tino Sorge und der Parlamentarischen Staatssekretärin Anette Kramme (SPD) den "Parlamentskreis Hund". Insgesamt schlossen sich zur Gründung fraktionsübergreifend mehr als 40 Bundestagsabgeordnete an.

## Sonstiges
Neben seinem politischen Engagement ist Beeck Mitglied in verschiedenen sozialen Vereinen und Verbänden. So ist er unter anderem im Vorstand der AIDS-Hilfe Emsland, Schatzmeister der GELingen e.V., Mitglied von Mensa in Deutschland sowie Mitglied von Hospiz Lingen. Darüber hinaus engagiert sich Beeck in Tierschutzvereinen.